# Salix erdingeri
Salix erdingeri är en videväxtart som beskrevs av Kern.. Salix erdingeri ingår i släktet viden, och familjen videväxter. Inga underarter finns listade i Catalogue of Life.